# Spoorlijn Varel - Varelerhafen
De spoorlijn Varel - Varelerhafen was een Duitse spoorlijn, die als spoorlijn 1531 onder beheer stond van DB Netze.

## Geschiedenis
De lijn werd door de Großherzoglich Oldenburgische Eisenbahn geopend op 15 mei 1893 en is tot 1992 uitsluitend gebruikt voor goederenvervoer.